# 前进路街道
前进路街道，是中华人民共和国内蒙古自治区乌兰察布市集宁区下辖的一个乡镇级行政单位。

## 行政区划
前进路街道下辖以下地区：
解放社区、科技社区、繁荣社区、新兴社区、宏伟社区、电管社区、建筑社区、育人社区和为民社区。